# Grote voorjaarsbekerzwam
De grote voorjaarsbekerzwam (Discina ancilis) is een schimmel behorend tot de familie Discinaceae. Hij leeft saprotroof op naaldhout.

## Foto's

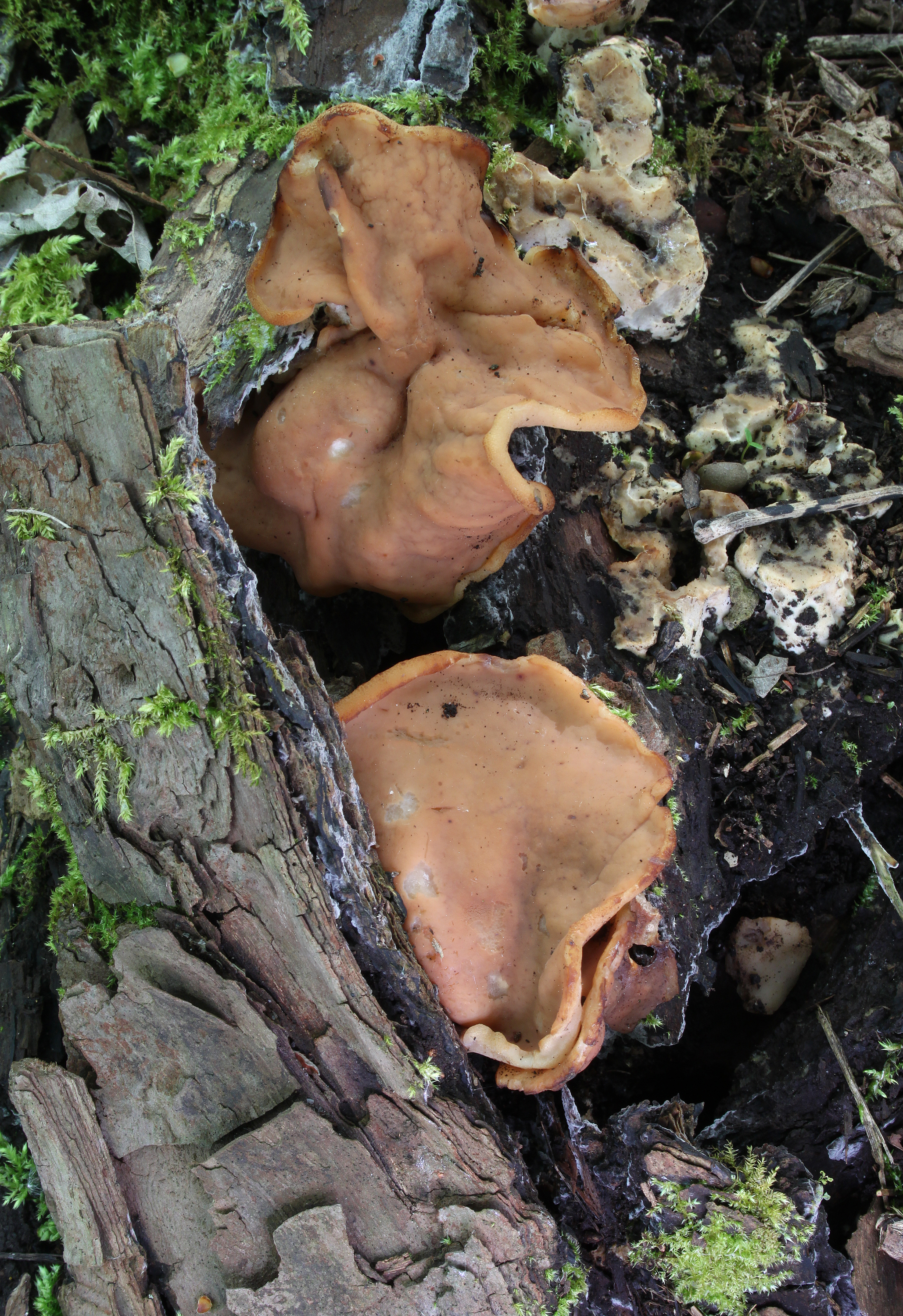
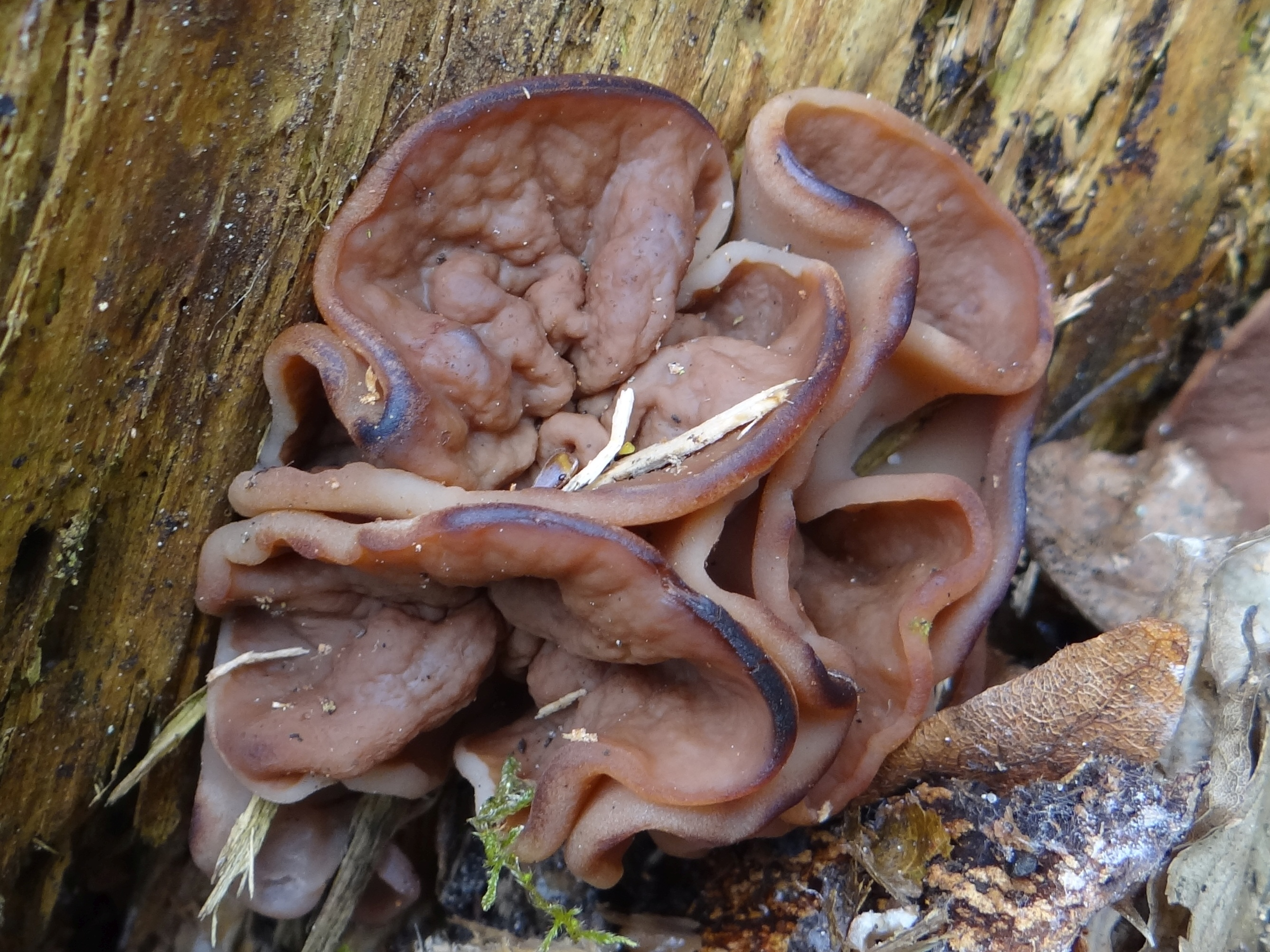
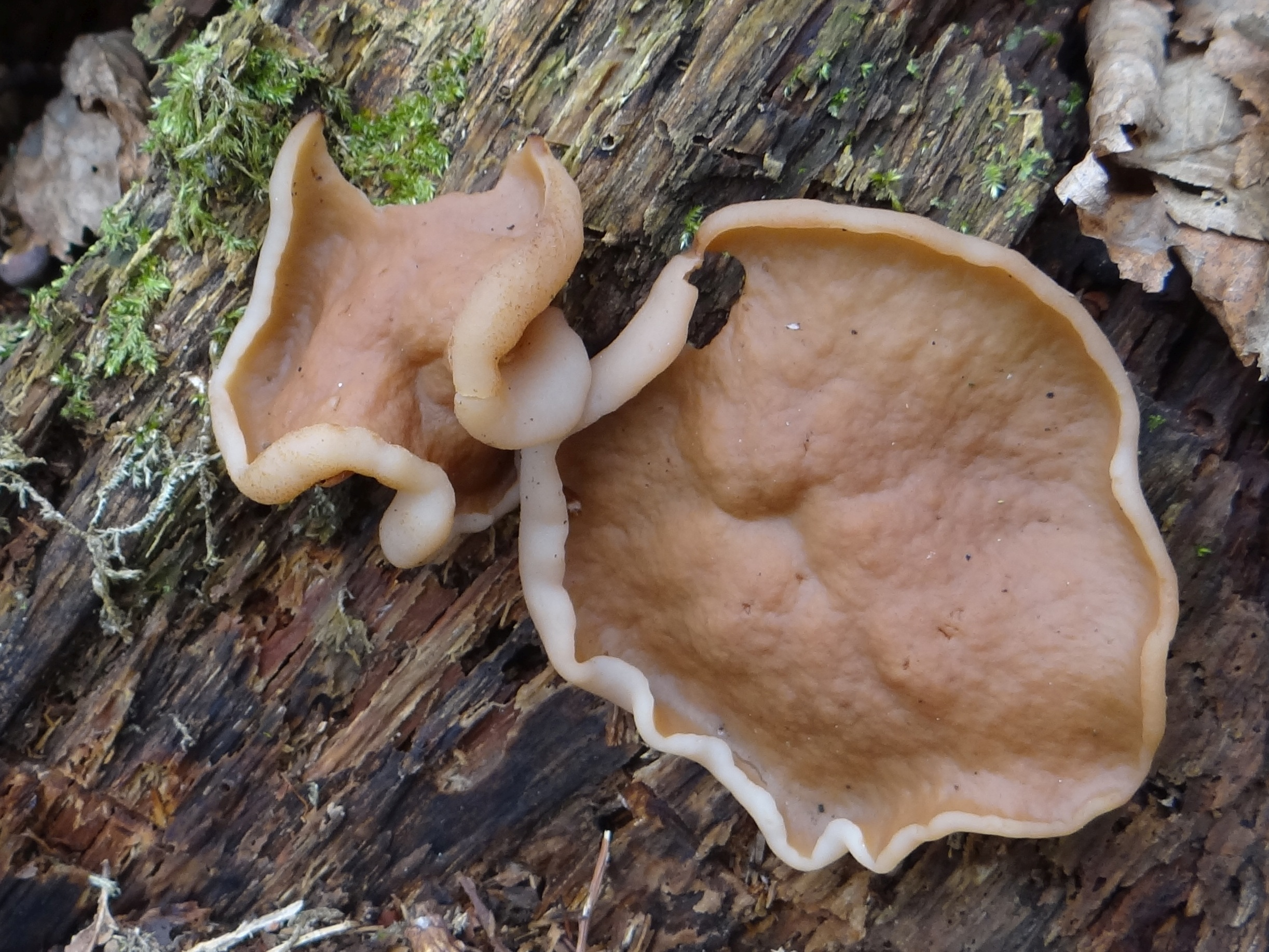
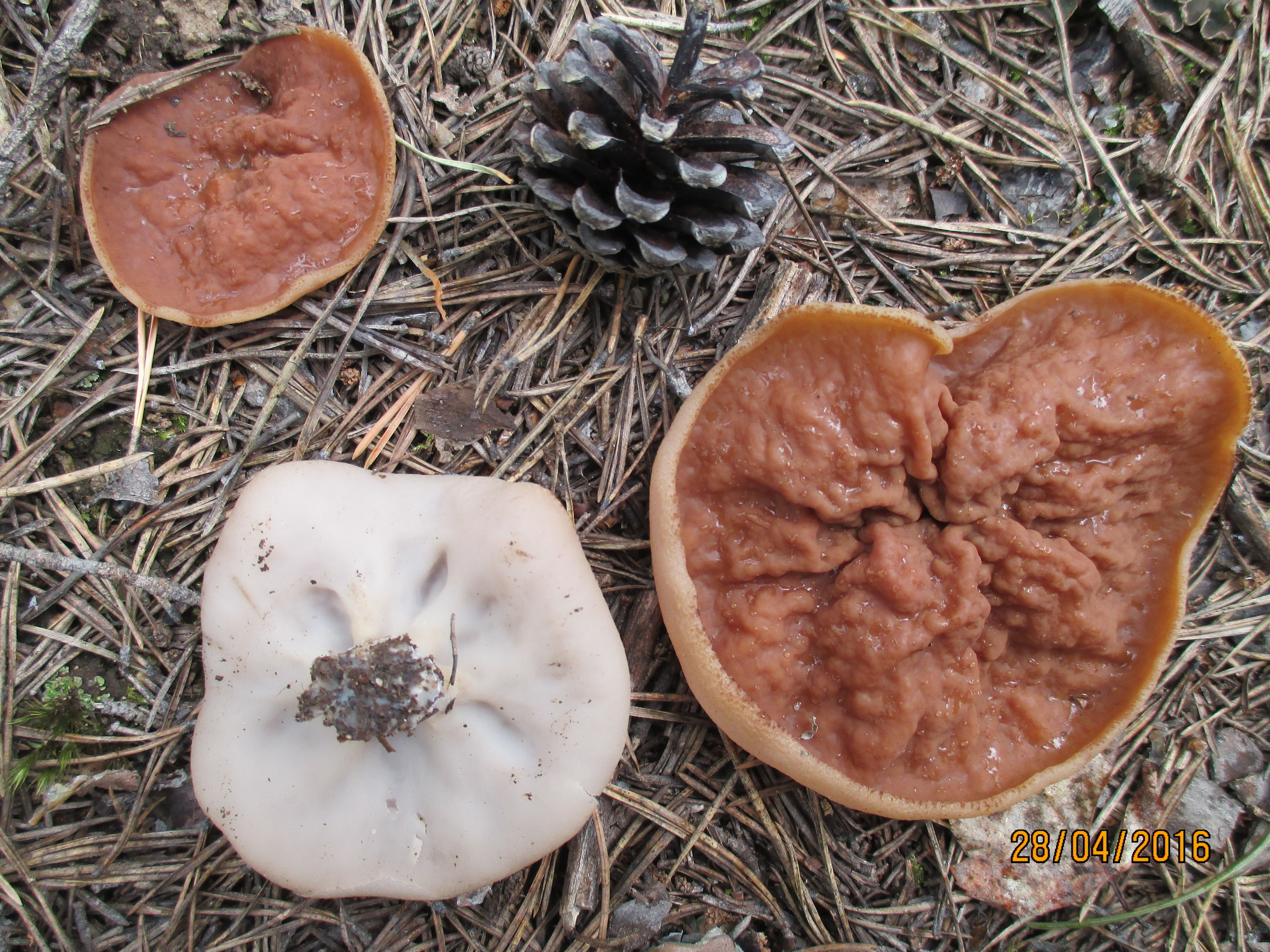

## Kenmerken

### Macroscopische kenmerken
Het vruchtlichaam, dat bestaat uit een schijf die op jonge leeftijd al plat is, is 3 à 15 cm breed en 2 à 4 cm hoog. De schijf is aanvankelijk klein en bolvormig, later komvormig en dan plaatachtig, lijkt onregelmatig gelobd. De gerimpelde, hobbelige binnenkant is grijsbruin, tabakskleurig tot bruinrood, de buitenkant lijkt witachtig, bleekroze tot geelachtig wit. De zeer korte steel is slechts 5–8 mm lang en erg dik. Het is witachtig en diep gegroefd met een vertakte, ribachtige structuur. Het vruchtvlees is witachtig van kleur, broos tot licht taai en heeft geen specifieke geur of smaak.

### Microscopische kenmerken
Het hymenium bevindt zich op het oppervlak van het vruchtlichaam. De sporen zijn elliptisch, lijken spoelvormig dankzij bilaterale puntige aanhangsels en zijn 27–35 × 10–12 µm groot. Ze zijn transparant (hyaliene) en bevatten één grote en twee kleinere oliedruppels. Hun oppervlak is geornamenteerd met fijne wratten. In elke ascus zitten acht sporen.

## Ecologie
De grote voorjaarsbekerzwam groeit als saprobiont in sparren- en dennenbossen. De schimmel wordt vaak aangetroffen op verrot hout en rond boomstronken. Hij komt bij vooral voor in bergen en heuvels, de soort is zeldzaam in laagland.
De vruchtlichamen worden gevormd in het voorjaar van april tot juni.

## Verspreiding
In Nederland komt de grote voorjaarsbekerzwam zeldzaam voor, en dan vooral in Drenthe en Flevoland. Hij staat op de rode lijst van 2008 in de categorie 'Gevoelig'. Ook in België is de zwam zeldzaam.

## Culinaire waarde
De grote voorjaarsbekerzwam is eetbaar.